# Kay de Wolf
Kay de Wolf (Veldhoven, 29 settembre 2004) è un pilota motociclistico olandese, campione del mondo MX2 nella stagione 2024.

## Carriera

### Gli inizi
Nel 2017 si è classificato settimo nella classe 85cc nel Campionato Mondiale FIM Motocross Junior. L'annata successiva è vice-campione nella stessa categoria con KTM.
Sulla scia dei suoi risultati a bordo di una 85, de Wolf è stato ingaggiato da Husqvarna Motorcycles per competere a bordo di una 125 nel Campionato Europeo di Motocross 2019. de Wolf ha immediatamente mostrato le sue abilità nella guida sulla sabbia piazzandosi secondo in gara due al primo evento della serie. Il suo primo podio assoluto lo coglie già al secondo appuntamento del campionato; campionato che conclude al sesto posto. Essendo più uno specialista della sabbia, il terreno duro in Italia per il Campionato del Mondo Junior di quell'anno lo avrebbe visto finire tredicesimo assoluto nella classe 125. Sempre nel 2019, de Wolf ha vinto il suo primo titolo olandese Masters of Motocross nella classe 125. Nel 2020 si classifica al quarto posto nel campionato europeo EMX250.

### Motocross MX2
Nel 2021 esordisce nel campionato mondiale di motocross: ingaggiato da Nestaan Husqvarna Factory Racing si classifica al settimo posto conquistando i primi piazzamenti a podio. Prosegue con la stessa squadra anche nel 2022 anno in cui si migliora di una posizione in classifica; viene inoltre convocato per il Motocross delle Nazioni laddove contribuisce al settimo posto del Paesi Bassi. Nel 2023 al Gran Premio di Lettonia, dopo aver fatto siglare la pole position, si impone sia in gara uno che in gara ottenendo la prima vittoria assoluta; chiude nuovamente il campionato al sesto posto. Nella stessa stagione vince il Dutch Masters 250. Nel 2024, con sette Gran premi vinti, è campione del mondo MX2. Le sue prestazioni, unite a quelle del compagno di marca Lucas Coenen secondo, consentono ad Husqvarna di centrare anche il titolo costruttori.